# Chaufour-Notre-Dame
Chaufour-Notre-Dame település Franciaországban, Sarthe megyében. Lakosainak száma 1164 fő (2022. január 1.). Chaufour-Notre-Dame Degré, Souligné-Flacé, Trangé, Aigné, Coulans-sur-Gée, Fay és La Quinte községekkel határos.

## Népesség
A település népességének változása:
| Lakosok száma | 1078 | 1059 | 1087 | 1067 | 1070 | 1072 | 1124 | 1156 | 1164 |
|               | 2013 | 2015 | 2016 | 2017 | 2018 | 2019 | 2020 | 2021 | 2022 |